# Пальми в снігу
«Пальми в снігу» (ісп. Palmeras en la nieve) — іспанський фільм 2015 року, романтична драма. Режисер: Фернандо Ґонсалес Моліна. Сценарій написаний на основі однойменного роману Лус Габас.
У головних ролях: Маріо Касас, Адріана Угарте, Макарена Гарсія, Ален Ернандес, Берта Васкес, Джедже Полягли, Даніель Грао, Фернандо Кайо, Сельсо Бугальо. 
Не Джеймс, а Хакобо - брат Кіліана

## Сюжет
Перебираючи старі папери, Кларенс знаходить уривок старого листа свого нещодавно померлого батька. Провівши невелике розслідування, вона дізнається, що її батько Джеймс і дядько Кілліан провели більшу частину своєї бурхливої юності на тропічному острові Фернандо-По, який тепер має назву Біоко. Героїня не може дізнатися у дядька необхідну інформацію, адже у нього складна форма хвороби Альцгеймера. Кларенс боїться втратити необхідні деталі і хоче якомога більше дізнатися про минуле рідних людей, тому приймає відчайдушне рішення покинути засніжене село і вирушити на острів у сонячну Екваторіальну Гвінею. Вирушаючи в цю дивовижну подорож, дівчина й уявити собі не могла, які неймовірні події свого часу пережили її батько і дядько.
Кілліан, Джеймс та їхній батько, прибувши в 1954 році на острів, влаштовуються працювати на плантації какао. Вони буквально починають нове життя в дивовижному і ще незнайомому для себе місці, яке подарує їм чимало хвилин щастя і розчарування. Кілліан виявляється в самій гущавині неймовірних подій, і йому за двадцять років, проведених на Фернандо-По, належить багато чого пережити і переосмислити. Герой не тільки зустріне тут любов, але й дізнається, що таке справжній біль. Він навіть стане учасником неймовірних подій, що вплинули на всю світову історію. Йдучи слідами своїх рідних, Кларенс через багато років зможе, нарешті, відкрити всі сімейні таємниці, навіть ті, про які їй краще було не знати.